# الک پارک (کارولینای شمالی)
الک پارک (به انگلیسی: Elk Park) شهری در ایالت کارولینای شمالی کشور ایالات متحده آمریکا است که جمعیت آن در سرشماری سال ۲۰۱۰ میلادی، ۴۵۲ نفر بوده‌است.